# هیگاشی‌ناروسه، آکیتا
هیگاشی‌ناروسه، آکیتا (به لاتین: Higashinaruse, Akita) یک منطقهٔ مسکونی در ژاپن است که در Ogachi District واقع شده‌است. هیگاشی‌ناروسه ۲۰۳٫۵۷ کیلومترمربع مساحت و ۲٬۷۵۰ نفر جمعیت دارد.